# Педро Павлов
Педро Хавиер Петров (на испански: Pedro Javier Pavlov) е футболист от Аржентина с български произход.
Играе на поста ляв защитник в отбора „Хаур Факкан“ към Про лига на ОАЕ.

## Биография
Роден е на 24 август 2000 г. в град Ушуая. Има български корени.

## Кариера
Започва кариерата си в „Ривър Плейт“. През 2019 г. осъществява трансфер в отбора от ОАЕ „Ал Уахда“. Година по-късно преминава в „Ал Дафра“. От 2024 г. се съзтезава за „Хаур Факкан“.